# Agylla subpurpurea
Ghoria subpurpurea là một loài bướm đêm thuộc phân họ Arctiinae, họ Erebidae.

## Hình ảnh

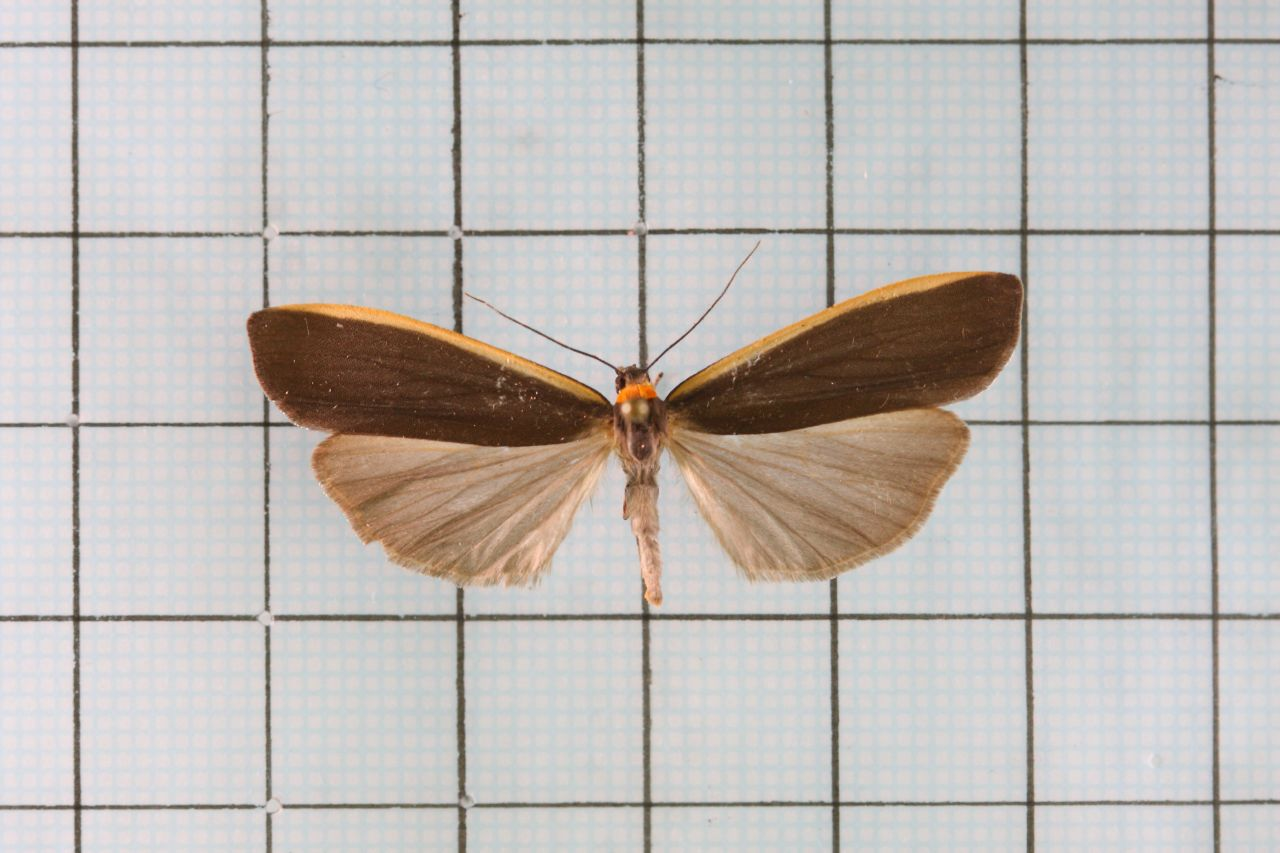
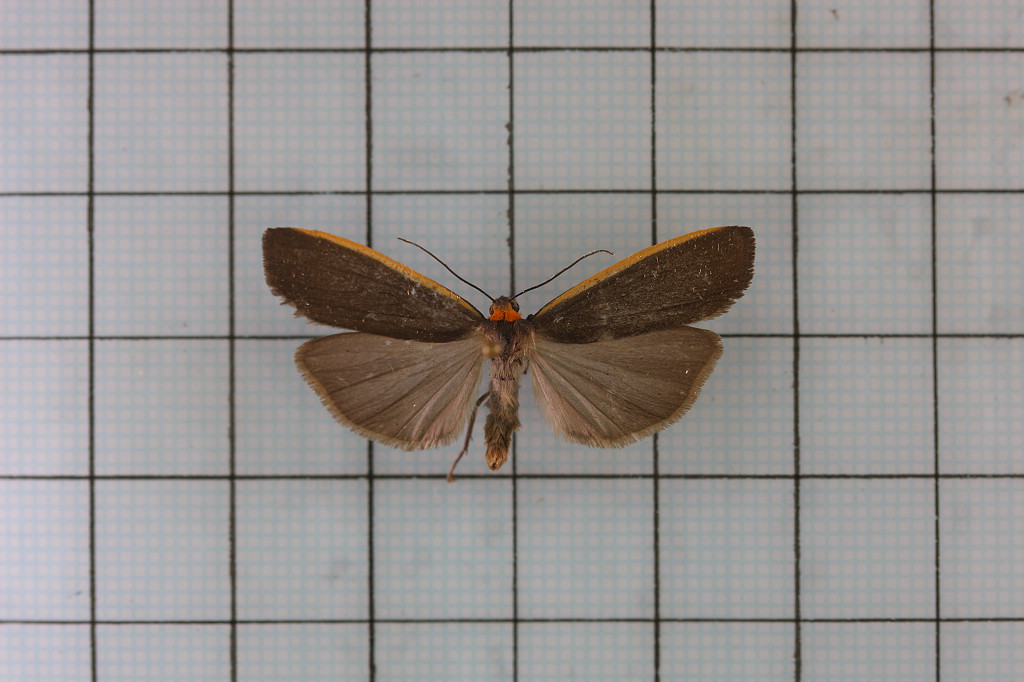